# Monestir de Pombeiro
El Monestir de Santa Maria de Pombeiro és un monestir que es troba a Pombeiro de Ribavizela, al municipi de Felgueiras, a Portugal. La presència d'una comunitat monacal a Pombeiro està documentada des del 853.(1) El 1041, la comunitat es va instal·lar al lloc de l'actual monestir i el 1059 va iniciar la construcció d'un primer conjunt, tot i que cap element d'aquests edificis haja arribat fins hui.(1) El 1102 es redacta la carta de donació d'Egas Gomes de Sousa i el 1112 la carta de <i>couto</i> de Teresa de Lleó.(1) La construcció de l'edifici actual començà en la segona meitat del segle xii per l'Orde de Sant Benet, seguint la mateixa planimetria dels grans monestirs de l'orde. El principal element romanent d'aquest període és el portal axial.(1)
Durant l'edat moderna l'edifici s'alterà profundament, i adquirí l'aparença actual.(1) Els principals treballs es feren durant el barroc, s'hi afegí una capella principal, el cor, l'orgue, les dues torres de la façana, ales monacals i obres de talla daurada.(1) A la primeria del segle xix el claustre es reformula en l'estil neoclàssic.(1) Al 1834 l'extinció dels ordes religiosos feu tancar el monestir.(1) El 1910 fou classificat com a Monument nacional i s'inclou en la Ruta del Romànic.(1)

## Història
La primitiva construcció romànica data dels anys 1059 i 1102, de la qual només resten les dues absidioles i el portal principal, de quatre arquivoltes. Durant la dinastia filipina, l'exterior s'amplià amb dues torres. Gonçalo Mendes de Sousa "El bo", fou patró d'aquest monestir. El 1770, amb l'arribada de fra José de Santo António Vilaça, es renovà l'interior de l'església i se'n construïren altars en talla. En extingir-se els ordes el 1834, el monestir fou arrasat i una part significativa de les pedres se n'ha aprofitat per altres obres de la zona.

## Galeria

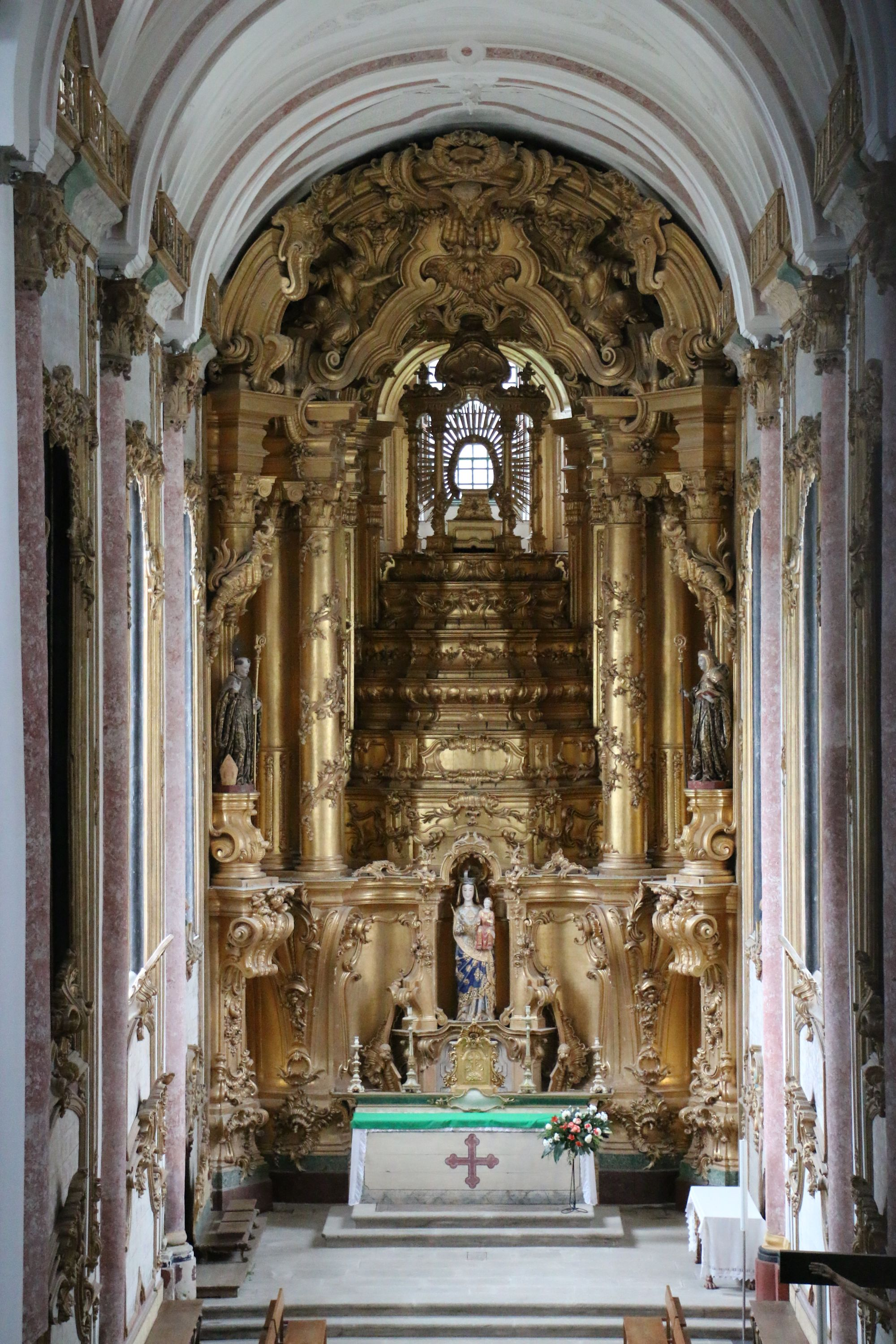
Capella principal amb retaule en talla daurada
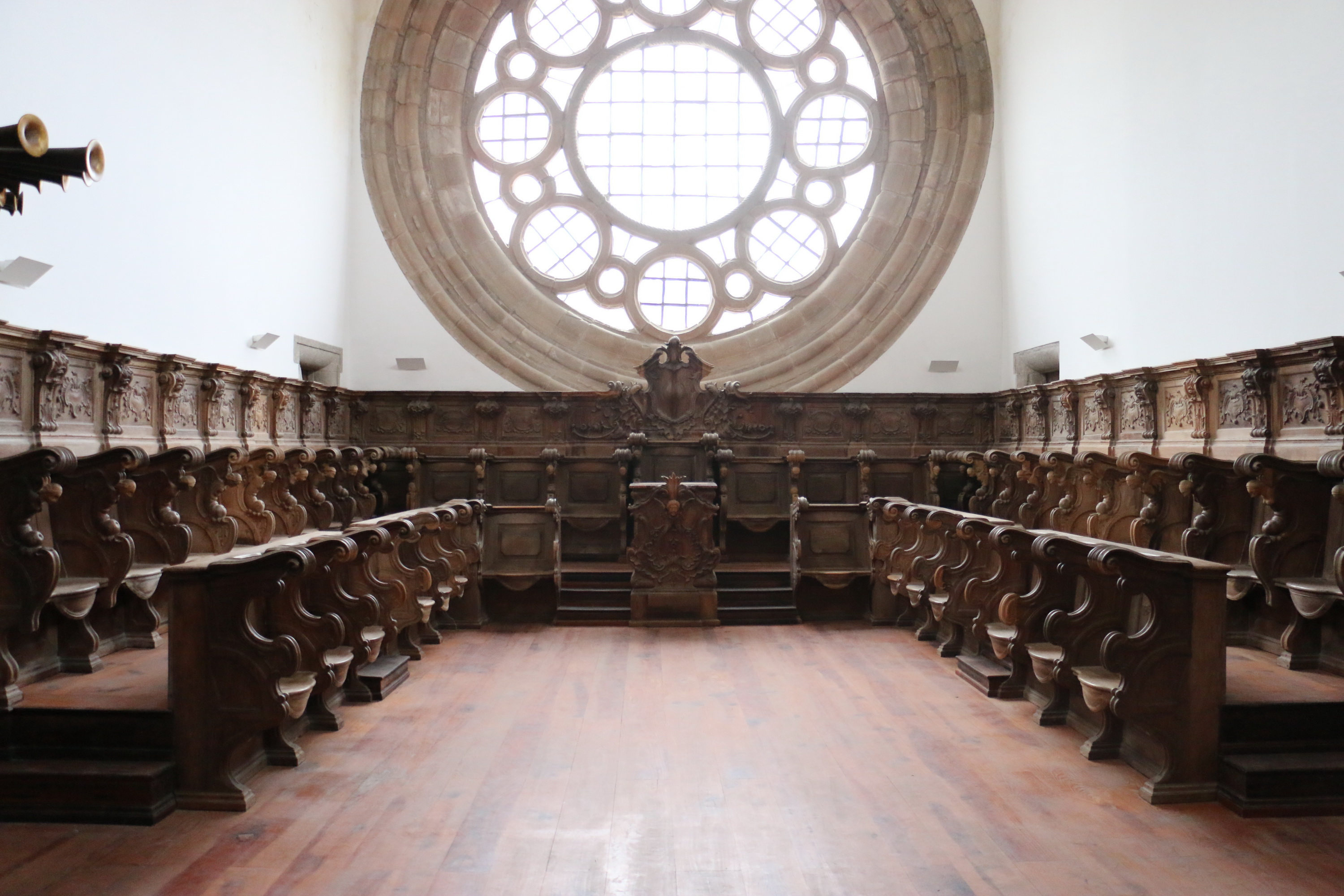
Cor amb cadiral i rosassa
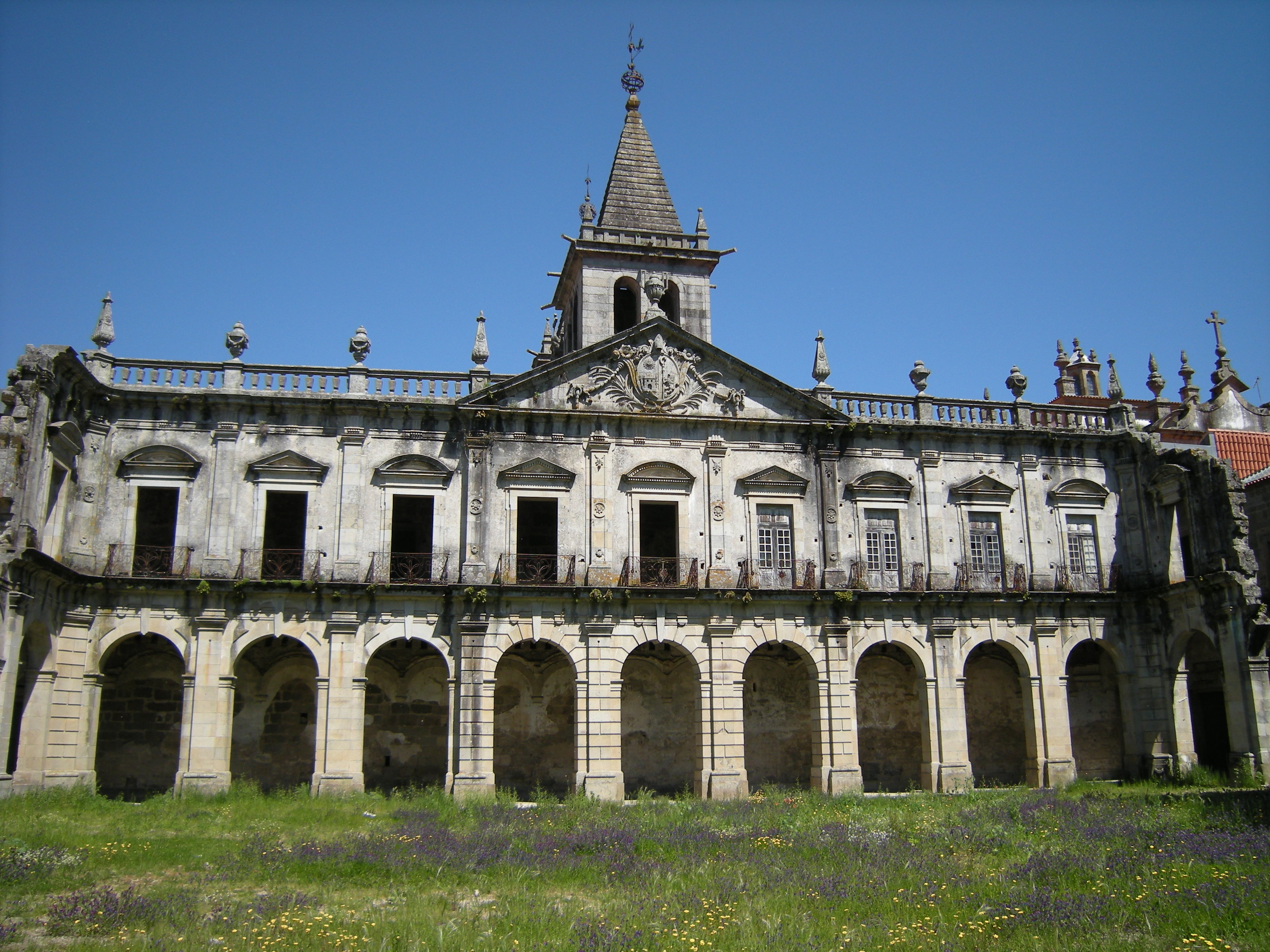
Claustre inacabat